# Leutascher Ache
De Leutascher Ache is een linkerzijrivier van de Isar. De rivier ontspringt ten noorden van de berg Karkopf (2469 meter) uit de Igelsee in de Oostenrijkse deelstaat Tirol. De rivier stroomt vervolgens door het Gaistal tussen het Wettersteingebergte in het noorden en het Miemingergebergte in het zuiden. Bij Leutasch buigt de rivier af naar het noordoosten, om bij de Leutaschkloof bij het Mittenwald in het Duitse Beieren in de Isar te monden.
- Virtual International Authority File: 240101950